# 福興 (南投縣埔里鎮)
福興，是台灣南投縣埔里鎮的一個傳統地域名稱，位於該鎮中部偏北。相較於今日行政區，其範圍大致為福興里西部。

## 歷史
台灣清治末期至日治初期，福興地區為一街庄，稱為「福興庄」，隸屬於埔里社堡。該庄北及東與蕃地為鄰，南邊為牛眠山庄，西邊為史港坑庄。
1901年（日治明治三十四年）11月，全台廢縣廳改設二十廳，該庄隸屬於南投廳。1903年（明治三十六年）6月，該庄編入「埔西區」，隸屬於南投廳。1909年（明治四十二年）10月，合併二十廳為十二廳，埔西區仍隸屬於南投廳。1920年（大正九年），全台地方制度大改正，廢十二廳改設五州二廳，該庄改制為「福興」大字，隸屬於臺中州能高郡埔里街。
戰後埔里街改制為埔里鎮，隸屬於臺中縣，大字亦改制為里。1950年10月，中、彰、投分治，埔里鎮改隸屬南投縣。

## 聚落
本地區發展較早的聚落有頂福興、下福興、九欉楓、五塊厝、公林等，在日治期初期的官方地圖上已有記載。

## 交通
省道台21線（西安路二段）是台中市東勢區天冷至南投縣信義鄉塔塔加的幹道，大致以北北西—南南東走向轉西北—東南走向經過本地區西部及南部邊界外不遠處。由該道路向北北西轉西北可前往國姓東北部、新社東南部、東勢南端並止於省道台8線路口；向東南轉南南西經眉溪牛眠橋後轉西繞經埔里市區西郊轉南南西可前往魚池、水里東南部、信義、和社、塔塔加等地。
鄉道投76線（獅子路、福興路）是史港至牛眠山的道路，大致以西南西—東北東走向轉西北西—東南東走向再轉西北—東南走向再繞大彎轉北北東—南南西走向經過本地區中部偏南地帶。由該道路西端向西南西可前往史港坑西北部並止於省道台21線路口；由東端向南南西可前往牛眠山中部偏西北並止於省道台21線另一路口。